# Яблоко
Я́блоко — сочный плод яблони, который употребляется в пищу в свежем и запечённом виде, служит сырьём в кулинарии и для приготовления напитков. Наибольшее распространение получила яблоня домашняя, реже выращивают яблоню сливолистную. Размер красных, зелёных, жёлтых или оранжевых шаровидных плодов 5—13 см в диаметре. Происходит из Центральной Азии, где до сих пор произрастает дикорастущий предок яблони домашней — яблоня Сиверса. На сегодняшний день существует множество сортов этого вида яблони, произрастающих в различных климатических условиях. По времени созревания отличают летние, осенние и зимние сорта, более поздние сорта отличаются хорошей стойкостью.

## Этимология
Русское слово «яблоко» возникло в результате прибавления протетического начального j к праслав. *ablъko; последнее было образовано с помощью суффикса -ъk — от позднепраиндоевропейской основы *āblu «яблоко» (к той же основе восходят лит. obuolỹs, латыш. ābols, англ. apple, нем. Apfel, галльск. avallo, др.‑ирл. aball). Эта основа представляет собой регионализм северо-западных индоевропейских языков и восходит, в свою очередь, к общеиндоевропейской основе (реконструируемой как *(a)masl- или как *ŝamlu-). С суффиксом -onь- та же основа дала слова «яблонь» (позднейшее — «яблоня»).
Латинские слова mālum «яблоко» и mālus «яблоня» также восходят к пра-и.е. *(a)masl-/*ŝamlu-.

## Ботаническое описание растения
Деревья с развесистой шаровидной или яйцевидной кроной высотой 2—10 м и выше. Корневая система стержневая, с боковыми ответвлениями.
Ветви — укороченные (плодовые), на которых закладываются цветочные почки, и удлинённые (ростовые).
Листья черешковые, цельные, очередные, голые или опушённые снизу, с опадающими или остающимися прилистниками. Форма обычно яйцевидная, край листьев городчатый или пильчатый.
Цветки собраны в немногоцветковые полузонтиковидные или щитковидные соцветия. Окраска цветков может изменяться от совершенно белой до нежно-розовой и ярко-малиновой. Цветки яблони протогиничны: гинецей созревает раньше андроцея. Опыляются насекомыми.
Плод — яблоко, возникающее из нижней завязи. Гинецей заключён в нижнюю завязь. По мере формирования плода плодолистики становятся хрящеватыми, пергаментными, кожистыми. На разрезе плода чётко видна граница между тканями гипантия и тканями завязи, очерченная окружностью более плотно расположенных клеток и сосудистых пучков.
Формула цветка: {\displaystyle \ast Ca_{5}\;Co_{5}\;A_{(5+5)}\;G_{({\overline {5}})}}.
Яблоня домашняя начинает плодоносить (в зависимости от сорта и условий культуры) обычно на 4—12-й год, продуктивный период — 40—50 лет. Плодоношение на концах укороченных ветвей (кольчатках, копьецах, плодовых прутиках). Цветёт в апреле-мае. Цветение продолжается 8—12 суток. Опыление — перекрёстное. При обильном цветении завязывается и развивается до зрелых плодов около 30 % завязей, остальные осыпаются.

## Физико-химические свойства и пищевая ценность
Среднее яблоко с умеренным содержанием пищевых волокон весит около 242 г и содержит около 126 калорий.
В XIX веке в Великобритании возникла пословица: «Кто яблоко в день съедает, у доктора не бывает» (англ. An apple a day keeps the doctor away). По данным некоторых исследований, употребление яблок может снизить опасность заболевания раком кишечника, простаты и лёгких. По сравнению с другими фруктами и овощами яблоки содержат не так много витамина C, но при этом богаты другими антиоксидантами.
Клетчатка яблока, хотя её меньше, чем в большинстве других фруктов, стимулирует перистальтику кишечника, что может снизить риск возникновения рака. Клетчатка также может быть полезна для профилактики заболеваний сердца, похудения и снижения уровня холестерина.
Содержат яблочную, винную, лимонную и другие органические кислоты, сахара (глюкозу, сахарозу и другие), витамины С, А, В1, каротин, дубильные и пектиновые вещества, микроэлементы (железо, медь), макроэлементы (калий, кальций, магний и другие), эфирное масло и другие вещества.
Сушёные яблоки являются хорошим источником легкоусваиваемых сахаров (содержат от 8 до 15 %), микроэлементов (до 0,5 % различных минеральных солей), а в семенах одного среднего плода содержится около суточной нормы йода.
Например, яблоки антоновского сорта в 100 граммах при калорийности в 48 ккал содержат: 0,3 г белков, 11,5 г углеводов, 0,02 мг витамина B1, 4,9 мг витамина С, 16 мг кальция и 86 мг калия.
Семена яблок содержат ядовитый гликозид амигдалин.
Согласно исследованиям, красные яблоки слаще, чем зелёные яблоки.
Сообщается, что в одном яблоке содержится до 25 % от суточной потребности аскорбиновой кислоты. Однако при суточной потребности в 90 мг для мужчин 19 лет и старше, учитывая что в одном яблоке среднего размера весом 150 г содержится около 7 мг аскорбиновой кислоты, это соответствует 8 % от суточной потребности. Таким образом, для полного удовлетворения суточной потребности в витамине С необходимо употребить в пищу порядка 2 кг яблок.
На срезе яблока на воздухе возникает потемнение, вызванное образованием флобафенов из полифенолов при участии тирозиназы (полифенолоксидазы).

## История разведения
Дикорастущими яблоками предки современного человека питались всегда. Яблоки выращивают почти 5 тыс. лет. Родиной одомашненной яблони является территория современного южного Казахстана и Кыргызстана (предгорья Алатау), где до сих пор встречается в диком виде яблоня Сиверса, от которой и произошла яблоня домашняя. Предположительно, оттуда во времена Александра Македонского либо во время иных миграций она попала в Европу. По другой версии, это фруктовое дерево первоначально произрастало в районе между Каспийским и Чёрным морями, а уже оттуда было завезено в другие районы мира. Обугленные остатки яблони обнаружены при раскопках доисторических озёрных стоянок Швейцарии; по-видимому, жители Европы хорошо знали яблоню ещё во времена неолита, но одомашнивание её в данной части света произошло значительно позднее.
Колыбелью яблоневодства в Европе была Древняя Греция. Писатели Древнего Рима — Катон, Варрон, Колумелла, Плиний Старший — описывали 36 сортов яблони, выращиваемых в их время. В европейской культуре яблоня быстро заняла важное место. Общеевропейским можно считать мотив «золотых яблок», якобы дарующих бессмертие и вечную молодость и потому часто похищаемых. Даже слово «рай» по-кельтски звучит как Авалон («страна яблок»).
В русских землях культурная яблоня впервые появилась в XI веке в монастырских садах Киевской Руси; так, при Ярославе Мудром (в 1051 году) был заложен яблоневый сад, позже известный как сад Киево-Печерской лавры. В XVI веке яблоня появилась и в северных районах Руси. Для выведения культурных сортов яблони были использованы четыре её вида: яблоня низкая, яблоня лесная, яблоня ягодная и яблоня сливолистная, или китайская.

## Яблоки в кулинарии

### Способы приготовления
- Свежие — в салате.
- Сушёные — сухофрукт, получаемый сушкой на солнце или в духовке.
- Мочёные — в этих заготовках различают три вида мочения: простое, кислое и сахарное, моченые яблоки хранятся достаточно долго.
- Квашеные. В солениях концентрация соли в рассолах — не менее 6-8 %, в мочениях — 1,5-2 %[22].
- Консервированные.
- Повидло из яблок.
- Каши или пюре из яблок измельчённые в блендере.
- Печёные — сладкие (с мёдом, орехами, клюквой и так далее) и как гарнир к мясу и птице. В России гусь с яблоками является традиционным рождественским блюдом.
- Яблоки могут использоваться в качестве сырья для приготовления варений, джемов, муссов. Яблоки мелкоплодных сортов могут использоваться в варенье в цельном виде[23]. Для усиления аромата к блюдам и заготовкам из яблок обычно добавляют корицу.
- Яблоки в свежем виде и в виде джема используют в качестве начинки для пирогов (например, шарлотка). В венгерской, немецкой и чешской кухнях популярен рулет — штрудель (нем. Strudel) из слоёного теста и начинки из свежих яблок или вишен.
- Содержащийся в яблоках пектин используется в качестве желирующего вещества при изготовлении мармелада и пастилы.

### Напитки из яблок
- Яблочный сок.
- Свежие и сушёные яблоки используют для приготовления компотов и киселей.
- Из яблочного сока приготавливают яблочное вино, также, путём сбраживания и шампанизации, приготавливают сидр. Бренди, получаемое при перегонке сидра, называется кальвадосом в Нормандии и эпплджеком в Северной Америке.
- Отходы переработки яблок, других фруктов и ягод также использовались в приготовлении низкокачественных плодово-ягодных вин.
- Яблочный уксус.
- Яблочный квас.
- Яблочный соус.

### Хранение
Применяют несколько режимов хранения плодов яблок и груш: при пониженных температурах в обычных атмосферных условиях, в холодильнике с регулируемой газовой средой (РГС) и в холодильнике с модифицированной газовой средой (МГС).
Если для хранения сортов яблок или груш, в особенности выращенных на юге, нужны повышенные температуры (+3…+4 °С), то для снижения интенсивности дыхания плодов и развития микрофлоры создают газовую среду с минимальным количеством кислорода и максимальным углекислого газа, который обеспечивает увеличение продолжительности хранения, то есть наступление физиологической зрелости отодвигается. Поскольку этот режим хранения требует значительных материальных и энергетических затрат, его применяют лишь для плодов высшего и первого товарных сортов.
При хранении и транспортировке яблоки могут покрывать дифенилом.

### Приспособления для работы с яблоками
Ножи для яблок
- Разделитель для яблок
- Яблоко, разрезаемое струёй воды
- Пресс для яблок

Существуют специальные ножи для разрезания яблок. Они вырезают сердцевину, иногда также оставшуюся часть яблока делят на шесть или восемь равных долек. Резак на рисунке представляет собой обойму-рукоять, выполненную из металла или пластика с вмонтированными в неё лезвиями. Лезвия, как правило, выполнены из нержавеющей стали. Обойма предохраняет руку от порезов лезвиями и переносит усилие руки на режущие лезвия.

## Производство и торговля
Всемирное производство яблок в 2005 году составляло 55 млн т, стоимостью 10 млрд долл. Китай произвёл две пятых этого объёма. США — второй по величине производитель яблок, — 7,5 % от мирового производства. 60 % яблок, выращиваемых в США, произрастали в штате Вашингтон.
Крупнейшими экспортёрами яблок, по данным ФАО в 2019 году были Польша, Китай, Италия, США и Чили, крупнейшими импортёрами — Россия, Германия, Великобритания, Ирак, Бангладеш.
| 1  | Китай      | 20 043 400 | 33 266 900 | 44 447 799 | 42 425 400 | 40 500 000 | 44 983 400 |
| 2  | США        | 4 681 980  | 4 214 330  | 4 649 323  | 4 997 680  | 4 650 684  | 4 467 206  |
| 3  | Турция     | 2 400 000  | 2 600 000  | 2 925 828  | 3 618 752  | 4 300 486  | 4 493 264  |
| 4  | Польша     | 1 450 380  | 1 858 970  | 3 604 271  | 3 080 600  | 3 554 300  | 4 067 400  |
| 5  | Индия      | 1 050 000  | 2 163 400  | 2 872 000  | 2 316 000  | 2 734 000  | 2 276 000  |
| 6  | Италия     | 2 232 100  | 2 204 970  | 2 455 616  | 2 303 690  | 2 462 440  | 2 211 740  |
| 7  | Иран       | 2 141 660  | 1 662 430  | 2 799 197  | 2 241 124  | 2 206 723  | 2 241 100  |
| 8  | Россия     | 1 832 000  | 992 000    | 1 843 544  | 1 950 800  | 2 040 700  | 2 216 200  |
| 9  | Франция    | 2 156 900  | 1 711 230  | 1 819 762  | 1 753 500  | 1 619 880  | 1 633 080  |
| 10 | Чили       | 805 000    | 1 100 000  | 1 759 421  | 1 621 321  | 1 619 575  | 1 556 805  |
| 11 | Узбекистан | 453 000    | 712 000    | 1 120 209  | 1 124 017  | 1 148 455  | 1 238 188  |
| 12 | Украина    | 648 200    | 897 000    | 1 099 240  | 1 153 970  | 1 114 570  | 1 278 870  |
| 13 | Германия   | 3 136 800  | 834 960    | 1 032 013  | 991 450    | 1 023 320  | 1 004 630  |
| 14 | ЮАР        | 573 970    | 740 460    | 918 085    | 891 979    | 992 975    | 1 148 771  |
| 15 | Бразилия   | 1 153 270  | 1 275 850  | 1 049 251  | 1 222 979  | 983 247    | 1 297 424  |

### Производство и потребление яблок в России, самообеспеченность
Потребление на душу населения яблок (без учёта хозяйств населения) в 2017—2021 гг. составило 12,6 кг. В 2012—2016 гг. оно находилось на уровне 12,0 кг, в 2007—2011 гг. — составляло 10,8 кг.
Среднегодовой объём рынка яблок (без учёта хозяйств населения) в 2017—2021 гг. достиг 1 853,7 тыс. тонн. Для сравнения, в 2012—2016 гг. объёмы составляли 1 736,3 тыс. тонн. При этом импорт значительно сократился (с 1 082,5 тыс. тонн до 757,7 тыс. тонн), а промышленное производство, напротив, ощутимо возросло (с 658,1 тыс. тонн до 1 111,2 тыс. тонн).
Самообеспеченность России по яблокам в 2017—2021 годах возросла до 59,9 %. В 2012—2016 годах уровень самообеспеченности составлял 37,9 %, в 2007—2011 годах — 28,6 %, а 71,4 % яблок приходилось на импортную продукцию.

## Сорта яблони домашней
Существует более 7,5 тыс. сортов яблок. Яблоки разных сортов различаются размерами и урожайностью, даже если сорта привиты к одному подвою. Разные сорта яблок предназначены для выращивания в различных типах умеренного и субтропического климата.
В Российский Государственный реестр селекционных достижений, допущенных к использованию в 2021 году, включено 476 сортов яблонь, из них 34 новых и 84 охраняемых, а также 16 сортов декоративных яблонь.
Коммерческое распространение получили сорта с мягкими, но хрустящими плодами. Другими желательными качествами современных коммерчески разводимых сортов являются красивая расцветка и форма, устойчивость плодов к побурению, транспортировке, долговременному хранению, хорошие вкусовые качества. Растения должны обладать высокой урожайностью и устойчивостью к болезням. Большинство культивируемых сортов предназначены для употребления яблок в свежем виде, но существуют сорта, выращиваемые для кулинарного использования и для приготовления сидра. Сидровые яблоки обычно обладают терпким вяжущим вкусом и малопригодны для использования в свежем виде, но производимый из них напиток обладает более изысканным вкусом, чем приготовленный из десертных яблок.
- Яблоки сорта «Фуджи»
- Яблоко сорта «Голден»
- Антоновка
- Гала

- Сорта
- Алиса
- Амброзия[англ.]
- Арканзас Блэк
- Бель-де-Боскуп[англ.]
- Брэмли
- Оранжевый Пиппин Кокса[англ.]
- Криппс Пинк[англ.]
- Эгремонт Рюссет[англ.]
- Фуджи
- Глостер
- Голден Делишес
- Золотая лента, (Ренет)
- Гренни Смит
- Джеймс Грив
- Джонаголд[англ.]
- Макинтош
- Ред Делишес
- Чемпион[англ.]
- Старк Делишес
- Саммерред
- Теллиссааре